# Starożytny Izrael w okresie hellenistycznym

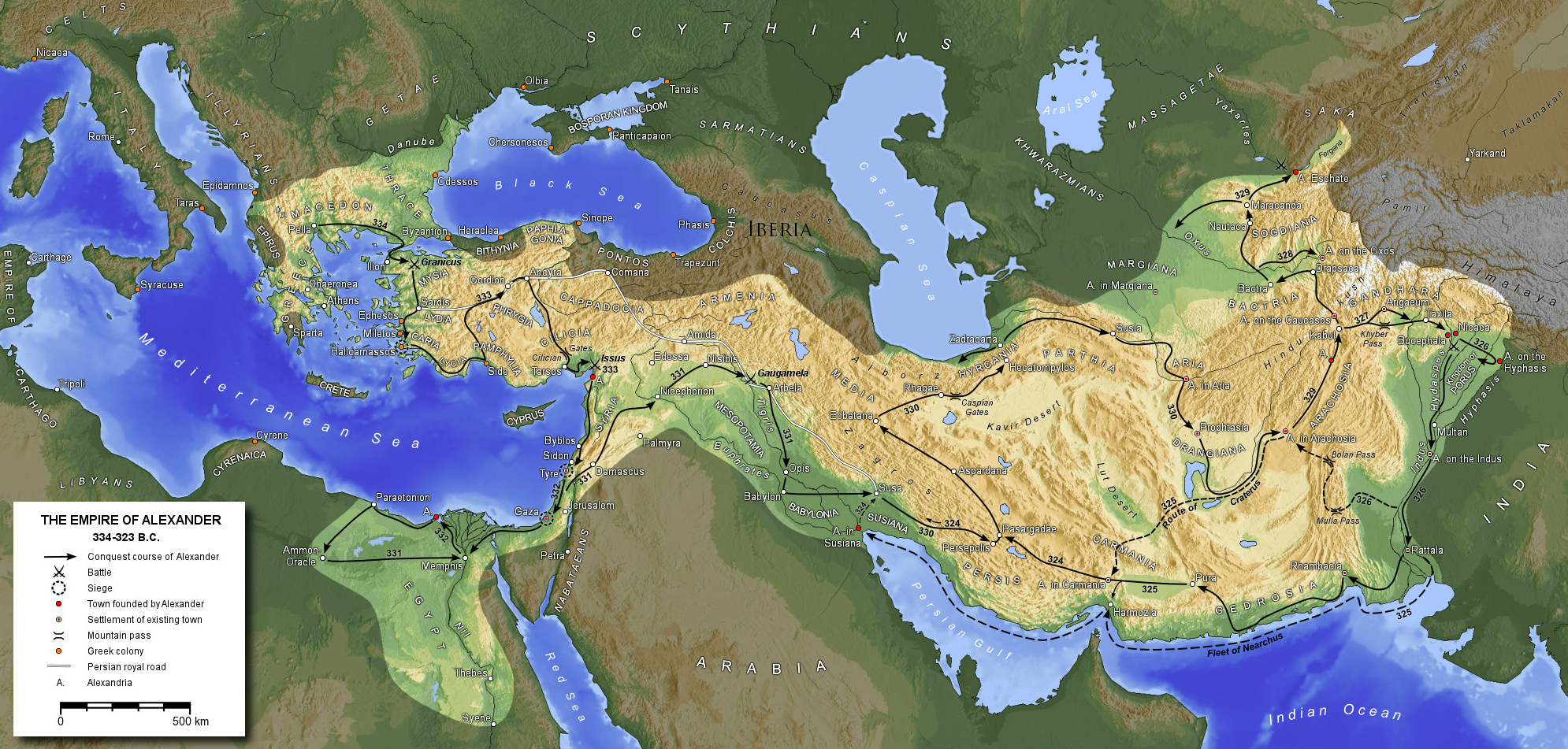
Imperium Aleksandra Macedońskiego

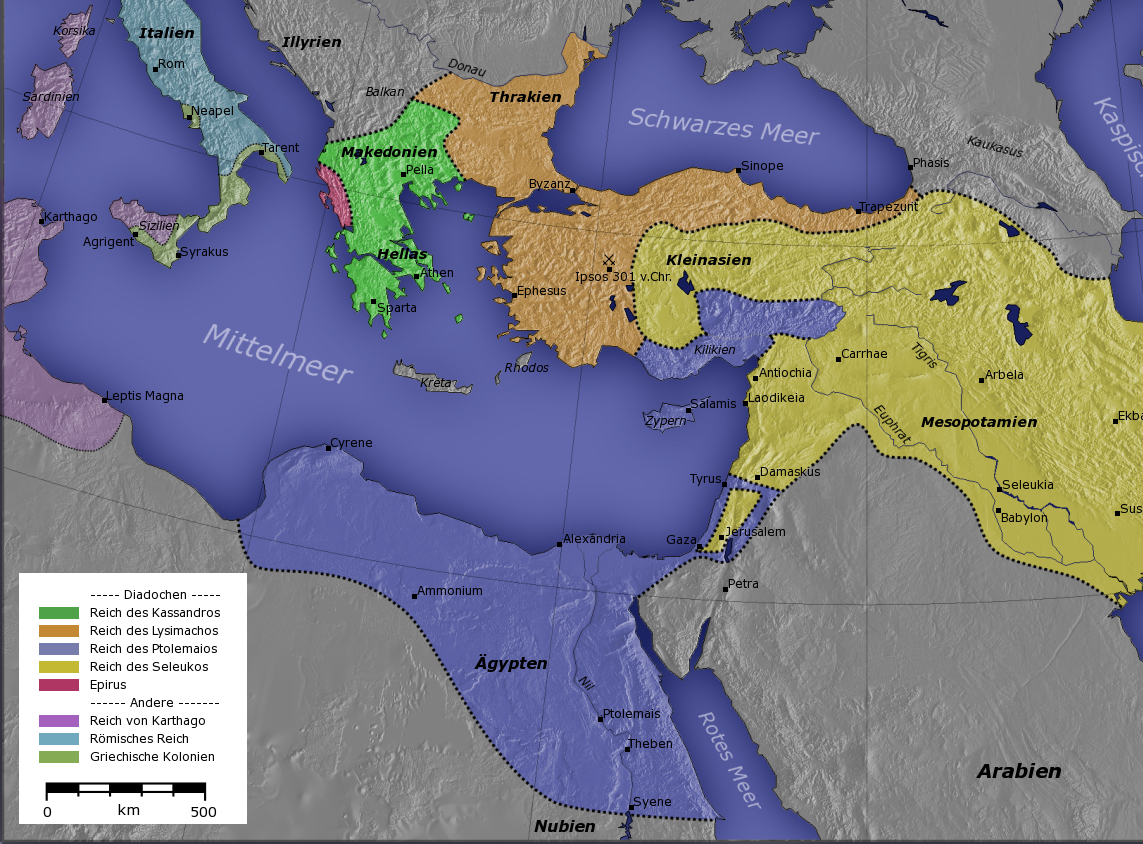
Diadochowie po bitwie pod Ipsos w 301 p.n.e.

Okres hellenistyczny w Starożytnym Izraelu – okres dziejów starożytnego Izraelu, w którym zamieszkany przez Izraelitów obszar znalazł się w strefie wpływów greckich. Trwał w latach 332–63 p.n.e.

## Historia
W 332 p.n.e. wojska macedońsko-greckie Aleksandra Macedońskiego podbiły Azję Mniejszą, Syrię i Fenicję.
Juda poddała się bez walki. W Jerozolimie, arcykapłan Jaddua wyszedł na spotkanie Aleksandra Wielkiego i otworzył przed nim bramy miasta. Juda weszła w skład prowincji nazwanej Syrią Dolną, czyli Celesyrią. Stolicą prowincji zostało miasto Samaria. W ramach Celesyrii Juda była autonomiczną eparchią ze stolicą w Jerozolimie. Grecy zmienili nazwę Judy na Judeę.
Po śmierci Aleksandra Macedońskiego Judea znalazła się pod władzą Ptolemeuszy. Jednakże Seleucydzi uważali te ziemie za część prawnie należącego się im terytorium. Był to punkt sporny pomiędzy tymi królestwami hellenistycznymi. Wojna spustoszyła Judeę. Zburzone zostały liczne twierdze obronne i miasta. W 198 p.n.e. Judea znalazła się pod panowaniem Seleucydów.
Na całym Bliskim Wschodzie rozszerzała się wtedy kultura hellenistyczna, przyjmowana również przez ludność hebrajską w zakresie kultury, sztuki, gospodarki. Jednak wielu Żydów przeciwstawiło się wprowadzaniu greckiego prawodawstwa i wiary w wielu bogów.
W tym czasie pojawiły się żydowskie ugrupowania religijne przeciwne hellenizacji:
- Chasydzi
- Esseńczycy
- Faryzeusze
- Saduceusze
- Zeloci

### Powstanie Machabeuszów
Jeden z seleucydzkich władców (król Antioch IV Epifanes) postanowił przymusowo zhellenizować opornych Żydów i w 167 p.n.e., zastąpił prawo mozaistyczne greckim prawem świeckim. Jerozolimę zamieniono w greckie miasto pod nazwą Antiochia Judejska. Dekretem królewskim zakazano obrzezania, święcenia szabatów i obchodzenia świąt. We wszystkich miastach Judei wzniesiono posągi bogów greckich i nakazano pod karą śmierci oddawać im cześć. Znalezione zwoje Tory były palone. Świątynię w Jerozolimie poświęcono Zeusowi Olimpijskiemu. Na ołtarzu zabito w ofierze świnię, a następnie wystawiono posąg Jowisza, któremu nakazano składać ofiary.
W odpowiedzi wybuchło żydowskie powstanie Machabeuszy (lata 166–160 p.n.e.). Wojny z Seleucydami zakończyły się zwycięstwem Żydów.

### Państwo Machabeuszy
W 152 p.n.e. Syria zawarła porozumienie z Machabeuszami przyznając Żydom znaczne przywileje w Judei. Judea stała się lennikiem Syrii, a władza spoczywała w rękach dynastii Machabeuszy (Hasmoneuszy).
Wewnętrzne walki zwalczających się stronnictw doprowadziły do osłabienia kraju, który w 63 p.n.e. został zajęty przez Rzymian.